# Laulii

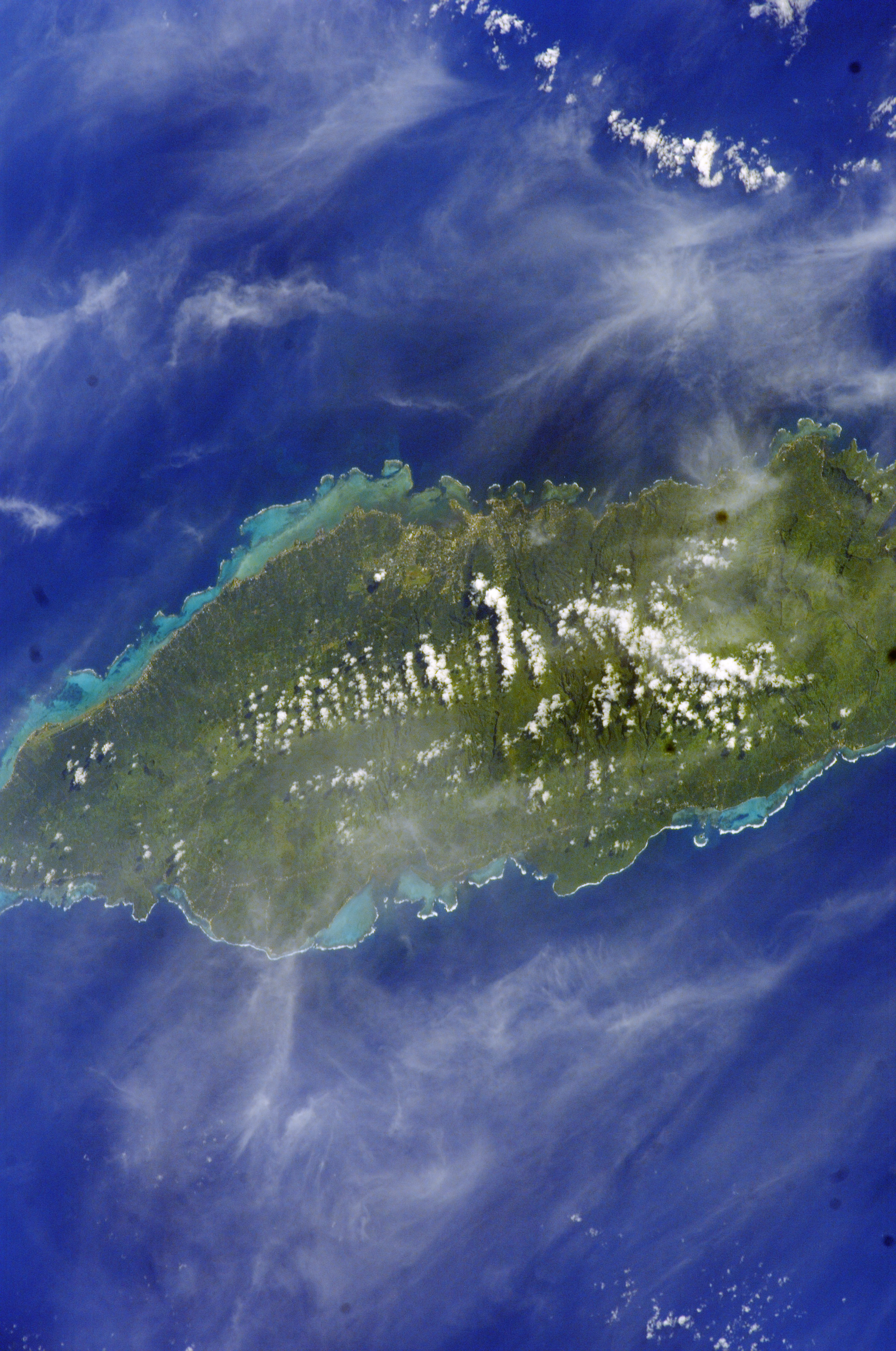
Wyspa Upolu

Laulii – miejscowość w Samoa na wyspie Upolu. W roku 2016 miejscowość liczyła 2109 mieszkańców. Przemysł spożywczy.